# 意大利内战
意大利内战（意大利語：Guerra civile italiana）是第二次世界大战義大利戰役期间，意大利法西斯主義分子和義大利抵抗運動武裝組織以及意大利王國軍隊爆發的衝突。参战的意大利法西斯主義分子中有很多都是意大利社会共和国的军人或拥趸。
1943年7月25日，意大利国王维托里奥·埃马努埃莱三世罢免并逮捕贝尼托·墨索里尼。1943年9月8日，意大利和同盟國阵营签订卡西比爾停戰協定，结束了和盟军的交战，但意大利內戰隨即爆發。停战协定签订后，德方开始大规模入侵、占领意大利，控制住了意大利北部和中部地区，扶植起意大利社会共和国。德军伞兵在橡树行动中救出墨索里尼，讓其繼續擔任意大利社会共和国领袖。于是，意大利王国组建了意大利联合交战陆军並对抗德军；其他意军部队则被编入国民共和军 (意大利)，继续和德军协同作战。另外，義大利抵抗運動武裝则对德军和意大利法西斯军队展开游击战。反法西斯派系取胜后，墨索里尼被处决。1945年5月2日，卡塞塔投降协定签订後，意大利內戰結束。 意大利共和国在盟军占领区军事政府的管控下成立。